# Ewald Boisitz
Ewald Boisitz (Wimpassing, 20 novembre 1945 – Neunkirchen, 30 settembre 1979) è stato un pilota automobilistico austriaco.

## Biografia
Morì in un incidente automobilistico.

## Carriera
Boisitz iniziò la sua carriera automobilistica negli anni sessanta, con le vetture turismo. Gareggiò, per lo più, in gare nazionali, con una puntata nel Campionato europeo turismo, nel 1969.
Nel 1975 venne iscritto dalla Surtees al gran premio nazionale, ma Boisitz non riuscì a raccogliere i fondi necessari per assicurarsi il volante. La scuderia ebbe i fondi solo per far correre John Watson. Pur continuando la carriera automobilistica, non ebbe più l'opportunità di avvicinarsi alla massima categoria. Sempre nel 1975 tentò, senza successo, di qualificarsi al BRDC International Trophy di F2, gara valida per il Campionato europeo di Formula 2. Non partì nel Gran Premio di Roma, altra prova del campionato di F2.